# いがまんじゅう

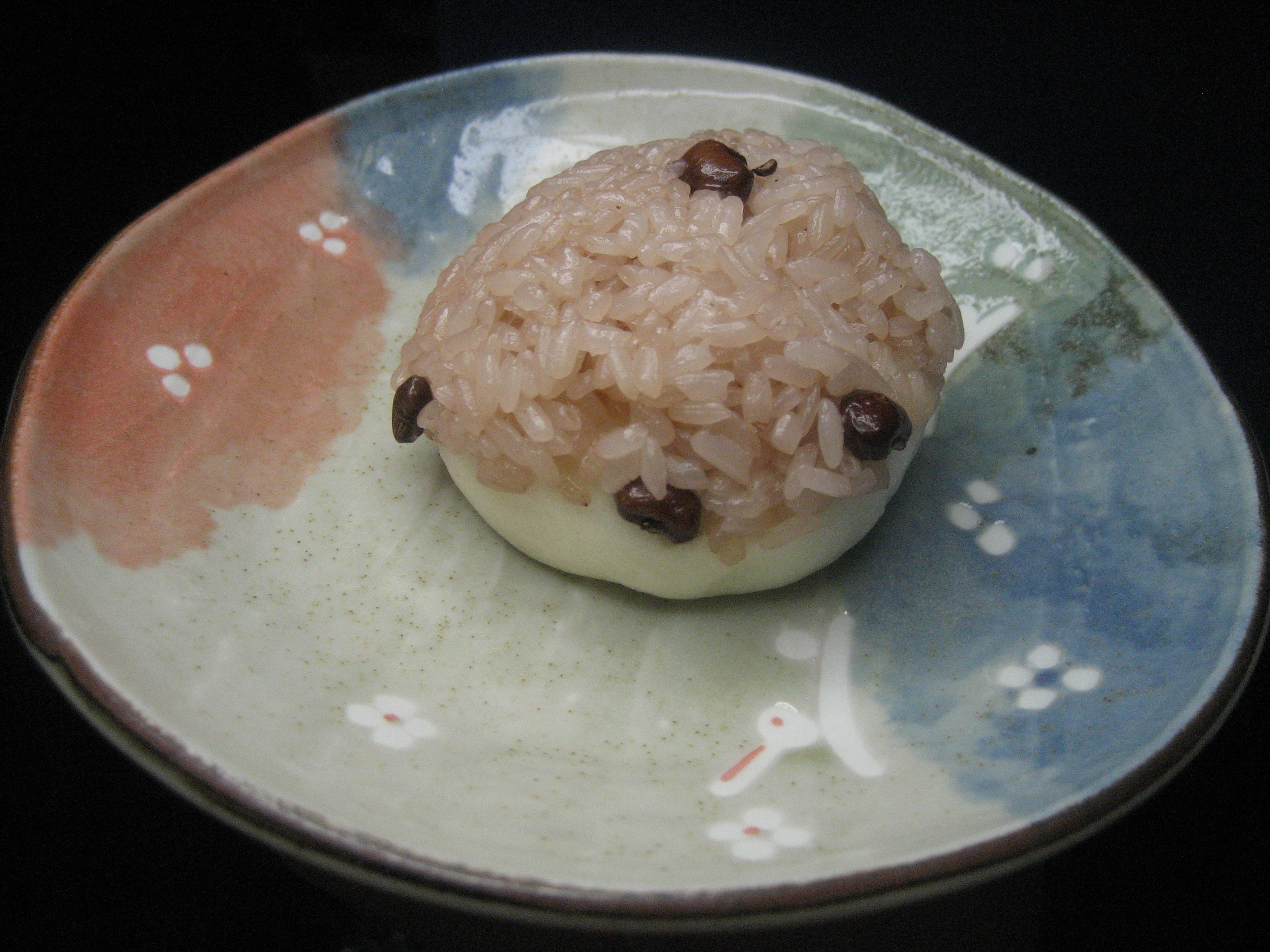
いが饅頭は埼玉県北部に縁起物として伝わる。

いが饅頭（いがまんじゅう）は、埼玉県北部に伝わる和菓子である。饅頭の周りに赤飯をまぶした姿が特徴で、農林水産省主催の郷土料理百選に選ばれている。

## 概要

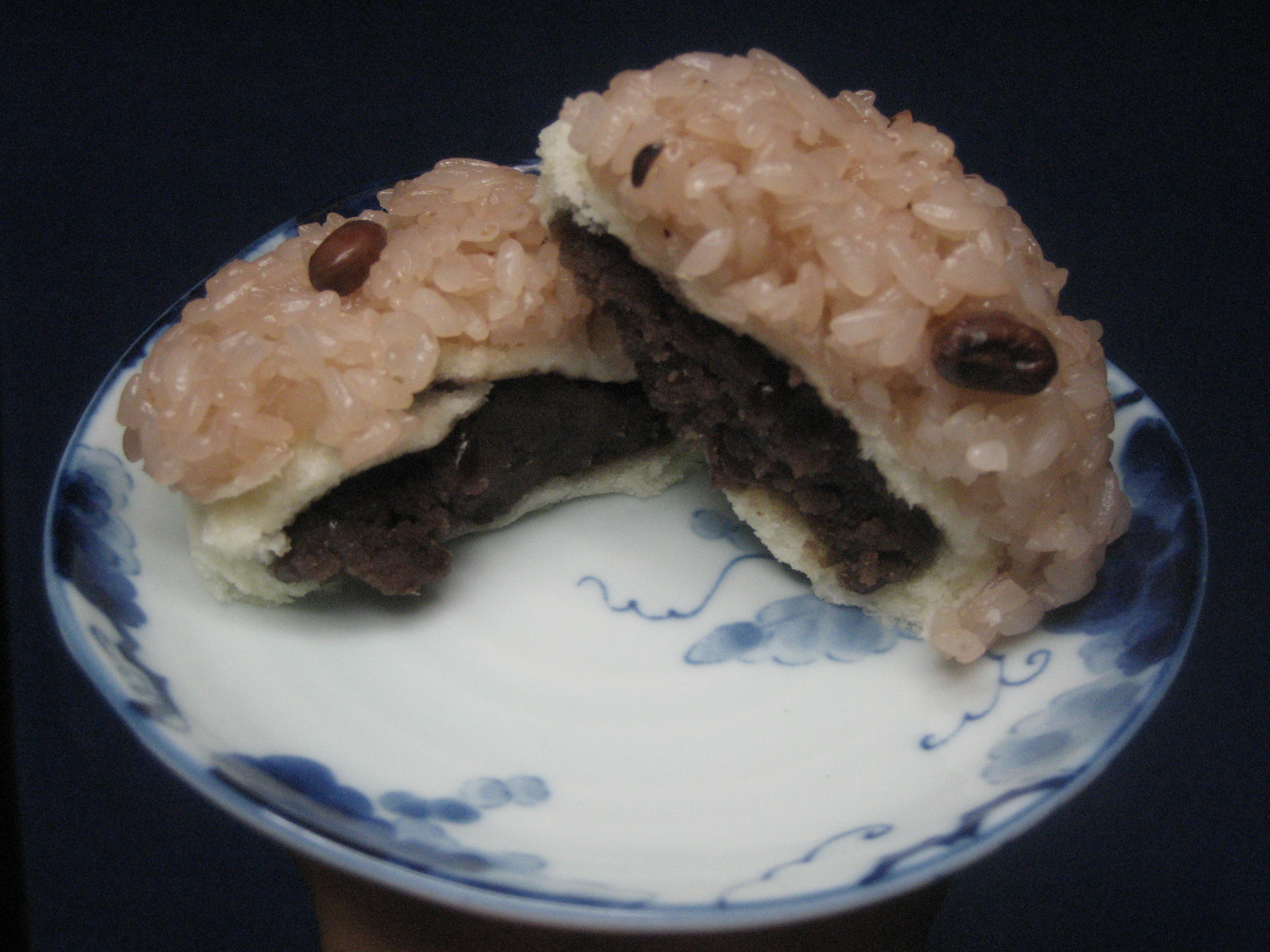
いが饅頭（半分に切った状態）。

いが饅頭は埼玉県の旧川里町（現・鴻巣市）、旧騎西町（現・加須市）、加須市、羽生市、行田市などの穀倉地帯に伝わる、あるいは菓子屋で製造販売されている和菓子である。川里が発祥の地とされる。
こしあんの饅頭の周りに赤飯がまぶしてあり、その姿が栗のイガのように見えることから名付けられたといわれている。形態の由来については「ある農家の嫁が舅から饅頭を、姑から赤飯を作るようにいわれ、手間を省くため同時に蒸したところ、饅頭と赤飯が合わさったものが出来上がった」という説、「餅米が貴重だったためボリューム感を出すために考え出された」という説、「饅頭と赤飯を同時に食べたいため考え出された」という説などがある。
この饅頭は、もともと菓子屋が商業目的で製造してきたものではなく、北東部の農村で夏のハレの日などに贈答用に自製されていた。1990年代頃から農家で自製される機会は減少しているが、菓子職人によって製法を改良するなどして商品化され、この地域特有のめずらしい土産物として定着している。

## 製法
餡の入った饅頭を先に作り、ある程度蒸かす。そこへ水をふった赤飯を乗せ、さらに20から30分程度蒸すと、ほど良く蒸けた状態になり完成する。赤飯と饅頭を交互に蒸かす例や、赤飯を先に蒸かす例もある。
なお、自家製のものについては「饅頭を赤飯で包み、一緒に蒸かす」という製法を採っているが、菓子屋のものは個別に包装し販売する商業的事情から「別々に蒸かし、後から赤飯を饅頭に乗せる」という製法を採っている。

## 各地域ごとの風習
『埼玉の和菓子（埼玉県民俗工芸調査報告書）第13集』によれば、この饅頭は田植えを終えた後の農休期（農あがり、野あがり）、夏祭り、秋の稲刈りの時期に重箱に詰めて親戚や知人に配られていた。ただし、饅頭が振舞われる祝い事については各地域ごとに若干の違いもある。
- 旧川里町では田植え後の「ノアガリ」（野あがり）の日に自製され、親戚宅にも配られていた[10]。『村史調査報告書第六集 かわさとの民俗 第二巻』によれば、夏は麦の収穫時期にあたり、旧暦に基づいて行事が行われていた当時は、新たに収穫された麦で饅頭やうどんを作り、収穫の無事を神に感謝していたとある[10]。
- 旧騎西町や白岡市大山地区では、7月7日の七夕祭りの日にうどんとともに自製されていた[11][17]。
- 加須市の市街地では、7月28日の久下鷲宮神社の祭りの際に赤飯とともに田舎饅頭（いがまんじゅう）が作られていた[18]。中樋遣川地区では、野あがりの日のほか、7月7日の天王さま、7月31日の輪くぐりの日に作られ、うどんや天ぷらとともに親戚や知人に振舞われた[9]。
- 旧大利根町では、夏の浅間さま、天王さま、七夕、十五夜、十三夜などの時に新たに収穫された麦で小麦まんじゅうを作るのが慣習となっていたが、いがまんじゅうを作る例もあった[12]。